# Will Atkinson (Fußballspieler)
William Henry „Will“ Atkinson (* 14. Oktober 1988 in Beverley) ist ein englischer Fußballspieler, dessen Stammposition im linken Mittelfeld zu finden ist. Er stand von 2006 bis 2012 beim englischen Erstligisten Hull City unter Vertrag, wurde von dort 2007 und 2008 jeweils kurzfristig an den Drittligisten Port Vale (für einen Monat) und an den Viertligisten Mansfield Town (für zwei Monate) ausgeliehen.
Sein erstes Profispiel bestritt Atkinson am 13. Oktober 2007 im Ligaspiel für Port Vale gegen Brighton & Hove Albion, das mit einer 0:1-Heimniederlage endete.